# Операция «Бычья голова»

Тунис 1942–1943

Бой у Сиди-Нсира. 26 февраля 1943 г. у деревни Сиди-Нсир и фермы Ханта стрелки хемпширского пехотного полка при поддержке батареи 25-фунтовых гаубиц задержали продвижение 501-го тяжёлого танкового батальона вермахта.

Операция «Бычья голова» (нем. Unternehmen Ochsenkopf) — наступательная операция стран Оси в Тунисе во время Второй мировой войны, длившаяся с 26 февраля по 4 марта 1943 года. Часть Тунисской кампании. Целью наступления было установление контроля над городами Меджез-эль-Баб, Беджа, Эль-Арусс и Джебель-Абиод. В ходе операции африканская группа армий Оси (Heeresgruppe Afrika / Gruppo d'Armate Africa) вела бои с 1-й британской армией. Вначале операция имела успех, но вскоре была остановлена из-за растущих потерь пехоты и танков, особенно потерь тяжёлых танков «Тигр» в проходе Ханта (англ. Hants Gap). Операция стала последним крупным наступлением 5-й танковой армии вермахта перед финальным наступлением союзников в апреле и мае, в котором последние заняли Тунис и взяли в плен уцелевшие 250 000 солдат противника.

## Сиди-Нсир и проход Ханта

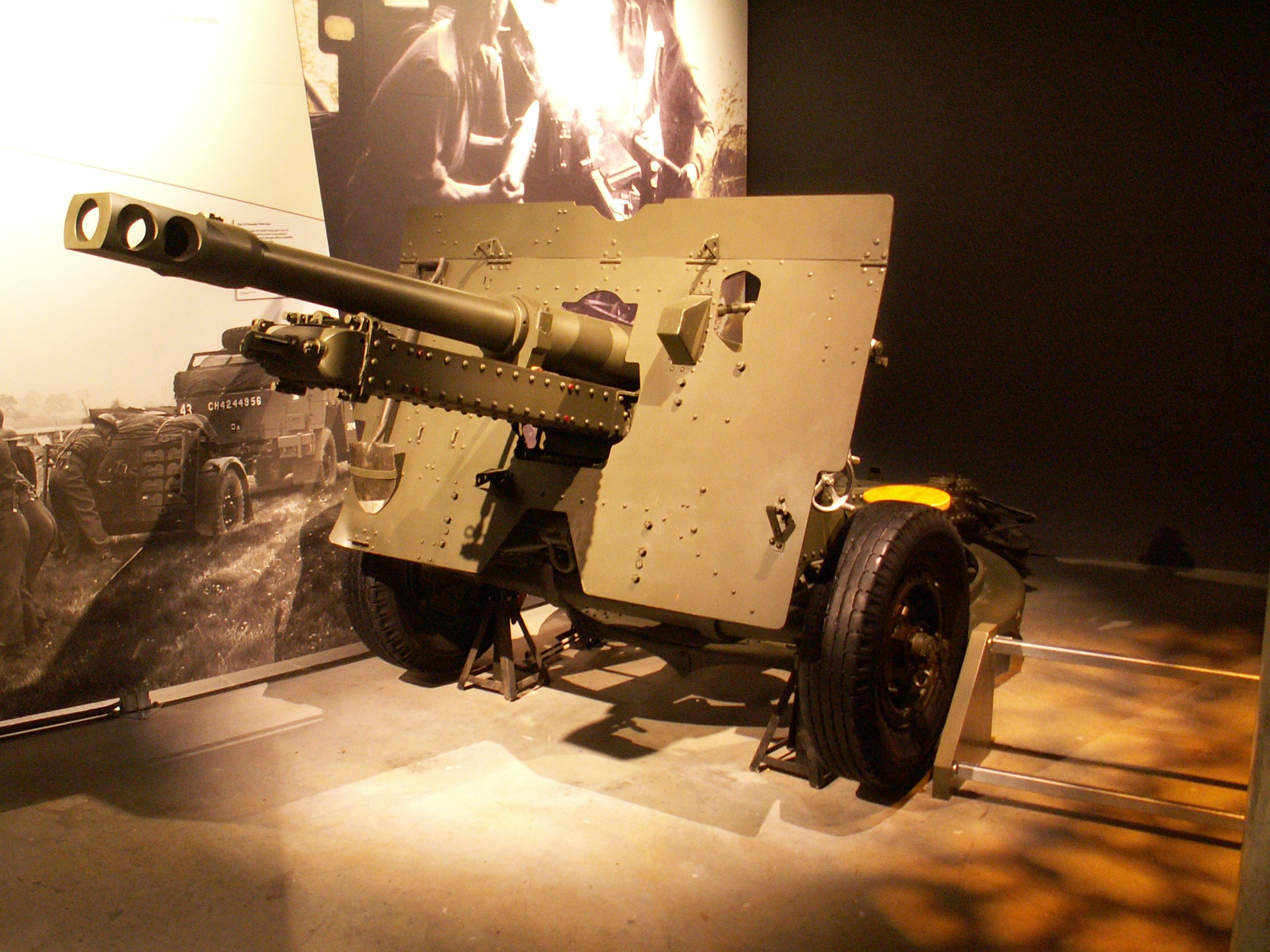
Британская 87,6-мм пушка-гаубица

Наступление вела «группа Ланга» (нем. Kampfgruppe Lang), имевшая 77 танков, в том числе 20 «Тигров» в составе 501-го тяжёлого танкового батальона и мотопехоту из состава 10-й танковой дивизии. Оставшиеся силы 10-й танковой дивизии должны были войти в прорыв и продвинуться порядка 40 км на запад до Маджаза. На пути продвижения группы Ланга лежала небольшая арабская деревня Сиди-Нсир с расположенной вблизи него железнодорожной станцией (наилл). Оборону вблизи Сиди-Нсира занимал 5-й батальон Хэмпширского пехотного полка и несколько батарей 87,6-мм орудий (на илл.).
Наступление началось 26 февраля. Немцы быстро заняли деревню и близлежащую станцию железной дороги, ведущей на северо-восток. Долина, по которой были проложены рельсы, была единственным проходом в гористой местности , по которому могла пройти механизированная колонна. Именно там располагались позиции 172-го полка полевой артиллерии в составе трёх батарей 87,6-мм орудий и 155-я батарея, имевшая 8 орудий. Позиции артиллерии прикрывал 5-й батальон Хемпширского полка (см. схему (на илл.)).

В 6:30 утра 26 февраля немецкие минометы открыли огонь по британским орудиям с дистанции около километра. Через 45 минут на дороге показались немецкие танки, и британские батареи открыли огонь. Передовые немецкие танки подорвались на минах, получили повреждения и отошли вместе с пехотой. В 11:00 часов немцы предприняли ещё одну попытку на левом фланге, но артиллеристам удалось поджечь четыре танка. Немецкая пехота предприняла попытку наступления, но атака была отбита. Около полудня немцы снова приготовились к атаке, но массированный огонь британской артиллерии прервал атаку ещё до ещё начала.
К 1:00 пополудни тридцать немецких танков, самоходок и пехота обошли позицию хемпширцев с флангов и приблизились к ней на 550 м. При этом был уничтожен наблюдательный пункт и все средства радио и проводной связи с артиллерией. Позиции артиллерии также подверглись атаке истребителей Messerschmitt Bf 109, которые затем повторялись в течение всего дня, нанося потери расчётам орудий. были подожжены автомобили с боеприпасами и артиллеристам пришлось доставать снаряды из огня. Примерно в 2:30 пополудни немецкая пехота продвинулась вперёд по близлежащим холмам и открыла огонь по позициям артиллерии. Одновременно на позицию двинулась колонна танков во главе с «Тигром», ещё тринадцать танков вели огонь с закрытых позиций. Британские артиллеристы прямой наводкой подбили три танка, которые перекрыли дорогу.
В 5:30 пополудни началась новая атака немцев на позиции артиллерии; семь танков были подбиты, но британские орудия одно за другим выводились из строя. К ночи в строю остались только одна пушка, которую защищали несколько пулемётчиков с ручными пулемётами Bren. Последние выстрелы были сделаны с дистанции 20 метров. .
Результат
Из 120 рядовых и 9 офицеров к своим вернулись 9 рядовых, семеро из которых были ранены; все офицеры погибли. Защитники Сиди-Нсира задержали продвижение группы Ланга почти на сутки, что дало возможность подготовить оборону в «проходе Ханта», — дефиле длиной около 25 км, ведущего от Матёра к Беже. В проходе была организованна система обороны 128-й бригады с минными заграждениями, были оборудованы позиции артиллерии, в том числе противотанковой. На огневых позициях были размещены два взвода тяжёлых танков «Черчилль». Была приведена в готовность эскадрилья штурмовиков Hawker Hurricane, оснащённых 40-мм пушками.

### Комментарии
1. ↑  Полевая пушка-гаубица. Была основной артиллерийской системой в британской армии с середины 1930-х гг. до начала 1960-х гг.
2. ↑  т.н. «проход Ханта» (Hants Gap)
3. ↑  Хемпширский полк до отправки в Африку нес охранную службу в Индии, поэтому опыта реальных боев хемпширцы не имели.

### Сноски
1. ↑  Sidi Nsir, Tunisia to The Great March Архивная копия от 9 мая 2019 на Wayback Machine, BBC, 04 August 2005
2. 1 2 3 4  Rolf, 2001, p. 152.
3. ↑  Perrett, 2012, p. 128.
4. ↑  Perrett, 2012, pp. 128–130.
5. ↑  Lewin, 2012, pp. 177–179.
6. ↑  Perrett, 2012, pp. 134–136.
7. 1 2 3 4  Lewin, 2012, p. 177.
8. ↑  Perrett, 2012, p. 134.
9. ↑  Bidwell, Graham, 2004, pp. 258—259.
10. ↑  Rolf, 2001, p. 154.